# 吴家营街道
吴家营街道是中国云南省昆明市呈贡区下辖的一个街道。呈贡大学城和昆明南站均位于该辖区内。

## 历史
2008年1月16日，吴家营乡撤乡设街道。2008年9月28日，吴家营街道析置为吴家营、洛龙、雨花3街道。

## 行政区划
吴家营街道下辖以下地区：
中庄社区、柏枝营社区、前卫营社区、郎家营社区、万溪冲社区、缪家营社区、段家营社区、刘家营社区、毓和社区、致远社区、万青社区、谊康社区和云岭社区。